# Arnoglossus andrewsi
Arnoglossus andrewsi is een  straalvinnige vissensoort uit de familie van botachtigen (Bothidae). De wetenschappelijke naam van de soort is voor het eerst geldig gepubliceerd in 1954 door Kurth.